# Njegoš Petrović
Njegoš Petrović (Servisch: Његош Петровић) (Krupanj, 18 juli 1999) is een Servisch voetballer die sinds 2019 uitkomt voor Rode Ster Belgrado. Petrović speelt als middenvelder.

## Carrière
Petrović genoot zijn jeugdopleiding bij FK Rađevac en FK Rad. In de zomer van 2016 ondertekende hij bij laatstgenoemde club zijn eerste profcontract. In zijn eerste seizoen bij het eerste elftal speelde hij slechts negen competitiewedstrijden, nadien werd hij een vaste kracht. In augustus 2019 nam Rode Ster Belgrado hem voor 400.000 euro over. In zijn eerste seizoen werd hij met Rode Ster Belgrado landskampioen, het seizoen daarop won hij naast de landstitel ook de Servische voetbalbeker. In het seizoen 2020/21 scoorde hij tegen KAA Gent zijn eerste Europese goal.
In juni 2021 weigerde Rode Ster Belgrado een bod van RSC Anderlecht.